# Terrence Dixon
Terrence Dixon – liberyjski piłkarz występujący na pozycji obrońcy. 

## Kariera klubowa
W swojej karierze Dixon występował między innymi w zespole Deportivo Travederos z Wybrzeża Kości Słoniowej.

## Kariera reprezentacyjna
W 1996 roku Dixon został powołany do reprezentacji Liberii na Puchar Narodów Afryki. Nie zagrał jednak na nim w żadnym meczu, a Liberia zakończyła turniej na fazie grupowej.